# دارشکنک اکوادوری
دارشکنک اکوادوری (نام علمی: Picumnus sclateri) نام یک گونه از سرده دارشکنک‌ها است.